# Videoportal
Ein Videoportal (auch Video-Plattform genannt) ist ein Onlinedienst, über den Benutzer Videos (Video-on-Demand) bzw. Livestreams bereitstellen (hochladen) und anschauen können. In der Regel werden die Videos, vor allem Webvideos, vom Ersteller hochgeladen und können dann per Streaming direkt angesehen werden. Das Herunterladen von Videos ist meist nur über technische Umwege möglich. Videoportale wurden um 2005 wegen der gewachsenen Bandbreite von Internetverbindungen populär und gehören heute zu den meistbesuchten Websites.

## Inhalte
Da Preise von Camcordern mit fortschreitender Technik zurückgegangen sind, besitzen heute viele Privatpersonen digitale Geräte zur Videoaufzeichnung. Auch Digitalkameras und Mobiltelefone haben zunehmend Kameras eingebaut, die eine Aufzeichnung kurzer Filme ermöglichen. Videoportale sind unter anderem eine Plattform für die Selbstpublikation solcher Kurzfilme. Da die Inhalte hauptsächlich von den Benutzern dieser Portale kommen, spricht man auch von User-generated content.
Neben den selbst produzierten Inhalten werden allerdings auch viele teils urheberrechtlich geschützte Videos Dritter bzw. Ausschnitte aus diesen hochgeladen, so etwa Musikvideos, Fernsehserien oder einzelne Szenen aus Filmen und Serien. Die Urheberrechtsverstöße sind für die Nutzer nicht immer eindeutig erkennbar.
Viele Videoportale haben eine maximale Dateigröße und Länge für hochgeladene Videos, dies führt zu einer Verminderung der Videoqualität. Die maximale Länge von Videos kann durch Aufteilung in mehrere Einzelfilme teilweise umgangen werden.
Neben Videoportalen, bei denen die Nutzer selber Inhalte auf die Server des Betreibers laden, gibt es mittlerweile auch einige (regionale) Videoportale, bei denen die Betreiber ein Programm vorgeben. Die Nutzer können Einfluss auf das Programm nehmen, indem sie Vorschläge machen, worüber der Betreiber Reportagen erstellen soll bzw. zu welchen Veranstaltungen die Betreiber ein Kamerateam senden sollen.

## Technik
Die Anforderung, eine Vielzahl von Videofilmen ohne nennenswerte Verzögerung einer Vielzahl von Nutzern zur Verfügung zu stellen, lässt sich mit klassischen digitalen Videoformaten nicht erfüllen. Daher bieten die Portale die Videos je nach Internetanbindung des Nutzers auch in reduzierter Auflösung an und nutzen zudem Client-Software wie Flash, um die Pufferung und das Abspielen von Bewegtbildern via Streaming zu steuern – damit kann das Abspielen eines Videos schon nach wenigen Sekunden beginnen, ggf. deutlich bevor der komplette Film heruntergeladen wäre. Bereits abgespielte Teile des Videos können aus dem Cache wieder verworfen werden, um den Speicherbedarf zu minimieren. In dem Falle liegt zu keinem Zeitpunkt das vollständige Video beim Benutzer vor; erkennen lässt sich dies daran, dass der Webplayer erneut Daten herunterladen muss (und sich somit das Abspielen verzögert), wenn die Abspielposition an eine vorherige Stelle gesetzt wird. Voraussetzung ist die Installation des entsprechenden Abspielprogramms als Plug-in im Browser. Auf Seiten der Anbieter ist wiederum entsprechende Server-Kapazität, spezielle Software sowie hohe Bandbreite der Internet-Anbindung die Voraussetzung, Streaming-Video für breite Nutzergruppen anzubieten.

## Lizenzen
Für die Betreiber von Videoportalen stellt die Verbreitung rechtlich bedenklicher Inhalte ein Problem dar. So kündigte Viacom eine Schadensersatzklage aufgrund von Urheberrechtsverletzungen gegen Google um eine Milliarde US-Dollar an. Technisch gesehen gibt es keine Möglichkeit, zu verhindern, dass auch extremistische, pornographische oder Gewalt beinhaltende Videos von Benutzern hochgeladen werden können, diese verstoßen aber meistens gegen die Nutzungsordnung und werden bei Beschwerden entfernt. Ebenso haben Nutzer kaum eine Möglichkeit, vor der Betrachtung der Videos zu beurteilen, ob es sich um urheberrechtlich geschütztes Material handelt, insofern dies nicht anhand der Vorschaubilder oder des Titels eindeutig für jeden ersichtlich ist (etwa bei aktuellen Kinofilmen). Da inzwischen auch Rechteinhaber selbst Ausschnitte aus ihren Werken in Videoportalen zur Verfügung stellen, ist selbst im genannten Fall nicht immer ersichtlich, ob es sich um eine Verletzung der Urheberrechte handelt.

## Anbieter
Video-Webportale unterscheiden sich in Darbietung, Inhalten und Nutzerkreis. Einige haben Alleinstellungsmerkmale. Gerade für Video-Suchmaschinenoptimierung (Video-SEO) werden Kriterien wie der Page-Rank (also die Beliebtheit bei Besuchern), die Sichtbarkeit oder Internetportale herangezogen, die mit der Analyse von Web-Aktivitäten werben.
Das einzige Medienportal, das ausschließlich freie Bilder, Audios und Videos akzeptiert, ist Wikimedia Commons; dabei liegt die Hauptgewichtung auf Bildern. Videos, Audiodateien und andere Dokumente werden auch akzeptiert, sind aber in der Unterzahl. Der kostenlose Dienst betreibt umfangreiche Bemühungen, unfreie Inhalte zu entfernen und so die Verletzung von Urheberrechten weitestgehend zu vermeiden. Inhaltlich beschränkt sich der Dienst auf Inhalte mit edukativem, informierendem oder illustrierendem Charakter, da er primär als Begleitprojekt und Mediendatenbank zu den verschiedenen Wikimedia-Wikis konzipiert ist. Dateien des Dienstes können direkt von Drittseiten eingebunden werden oder auf die eigene Internetpräsenz hochgeladen und selbst gehostet werden, sofern die Lizenzbedingungen eingehalten werden.

## Bekannte Videoportale
Zu den bekannten Portalen in Deutschland gehören:

### Aktuelle Portale
| Portal      | Seit      | Gründer                                                       | Eigentümer           | Unternehmenssitz   | Bemerkung                                                                 |
| ----------- | --------- | ------------------------------------------------------------- | -------------------- | ------------------ | ------------------------------------------------------------------------- |
| alugha      | Apr. 2014 | Bernd Korz Gregor Greinert Ithamar Adema Niklas Korz          | Alugha GmbH          | Deutschland        | Spezialisiert auf multilinguale Videos                                    |
| Dailymotion | März 2005 | Benjamin Bejbaum Olivier Poitrey Mark Zaleski Didier Rappapor | Orange S.A.          | Frankreich         |                                                                           |
| PeerTube    | Nov. 2018 | Chocobozzz                                                    | Framasoft            | Frankreich         | Da Freie Software sind Eigentümer/Gründer nicht ganz passende Kategorien  |
| TikTok      | Sep. 2016 | Zhang Yiming                                                  | ByteDance            | China              |                                                                           |
| Twitch      | Juni 2011 | Justin Kan, Emmett Shear                                      | Amazon.com, Inc.     | Vereinigte Staaten | Spezialportal für Live-Streaming (hauptsächliche Nutzung für Videospiele) |
| Vimeo       | Nov. 2004 | Vimeo LLC.                                                    | InterActiveCorp      | Vereinigte Staaten | Ältestes Portal                                                           |
| YouKu       | 2006      | Victor Koo                                                    | Youku Tudou Inc.     | China              |                                                                           |
| YouSport    | Juni 2017 | 7Sports                                                       | ProSiebenSat.1 Media | Deutschland        | Spezialisiert auf Videos von Amateur- und Jugendsportveranstaltungen      |
| YouTube     | Feb. 2005 | Chad Hurley Steve Chen Jawed Karim                            | Google Inc.          | Vereinigte Staaten | Marktführer mit größtem Bekanntheitsgrad und häufigster Nutzung weltweit  |

### Ehemalige Portale
| Portal    | Seit      | Gründer                                                                | Eigentümer                                                                         | Unternehmenssitz       | Bemerkung                 | Eingestellt   |
| --------- | --------- | ---------------------------------------------------------------------- | ---------------------------------------------------------------------------------- | ---------------------- | ------------------------- | ------------- |
| Clipfish  | Juni 2006 | RTL interactive                                                        | RTL Group                                                                          | Deutschland            |                           | 31. Dez. 2013 |
| LiveLeak  | Okt. 2006 | Hayden Hewitt et al.                                                   |                                                                                    | Vereinigtes Königreich | Nachfolger von Ogrish.com | 5. Mai 2021   |
| MyVideo   | Apr. 2006 | Brüder Samwer                                                          | ProSiebenSat.1 Media SE                                                            | Deutschland            |                           | 30. Sep. 2017 |
| Sevenload | Apr. 2006 | Ibrahim Evsan Thomas Bachem Axel Schmiegelow                           | Sevenload GmbH                                                                     | Deutschland            |                           | 4. Apr. 2014  |
| Vevo      | Dez. 2009 | Universal Music Group Sony Music Entertainment Abu Dhabi Media Company | Universal Music Group Sony Music Entertainment Abu Dhabi Media Company Google Inc. | Vereinigte Staaten     |                           | 6. Juni 2018  |

## Geschichte
Das erste Web-Video-Portal war laut Beet Media LLC shareyourworld.com. Wie bei modernen Diensten bot es bereits Anwendern die Möglichkeit, Videoclips in unterschiedlichen Formaten hochzuladen. Es wurde 1997 von Chase Norlin gegründet und war bis 2001 online, bevor es aus Kosten- und Bandbreitengründen geschlossen werden musste.